# توفيق حماد
توفيق حماد (1860–1934) سياسي فلسطيني، يعد أحد وجوه الحركة الوطنية الفلسطينية، وكان عضوًا منتخبًا في مجلس المبعوثان (البرلمان العثماني).

## سيرته
ولد توفيق حماد في نابلس عام 1860، وواصل تعليمه وأتقن اللغة التركية إلى جانب لغته الأم العربية.
تولى رئاسة قلم كُتاب متصرفية نابلس، ثم شارك في تأسيس كتلة «الجمعية» التي تزعمها الشيخ عباس الخماش وضمت عددًا من رجال فلسطين لمواجهة الإقطاع والتسلط العائلي، ثم تولى توفيق حماد زعامتها، وكبِرَ نفوذها بعد أن إنضم إليها أعضاء جدد من نابلس وجنين وطولكرم.
إنتُخب توفيق حماد رئيسًا لبلدية نابلس عام 1902 واستمر حتى عام 1906، ثم إنتُخب عضوًا في مجلس المبعوثان العثماني وأعيد إنتخابه لدورتين متتاليتين.
تولى توفيق حماد رئاسة الجمعية الإسلامية المسيحية في نابلس خلال فترة الانتداب البريطاني على فلسطين، وقاد الحركة الوطنية الفلسطينية في منطقة نابلس، وشارك في المؤتمر العربي الفلسطيني، كما إنتخبه المؤتمر الفلسطيني الرابع في جلسته المنعقدة في القدس بتاريخ 4 يونيو 1921 نائبًا لرئيس الوفد الفلسطيني إلى لندن الذي كان رئيسه موسى كاظم الحسيني.
إنتُخب توفيق حماد نائبًا لرئيس المؤتمر السوري الفلسطيني الذي عقد في جنيف في سبتمبر 1921، كما إنتُخب عضوًا في المؤتمر الإسلامي في القدس عام 1931، وتوفي عام 1934.

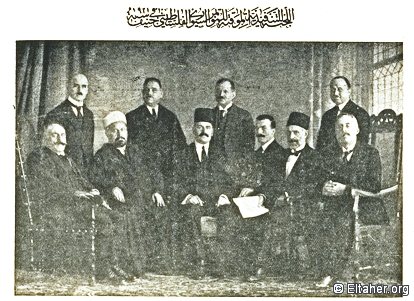
توفيق حماد (الرجل الثاني من اليمين جلوسًا) في اجتماع اللجنة التنفيذية للمؤتمر السوري الفلسطيني، جنيف عام 1921.